# Fixion
Fixion è il quarto album in studio del musicista danese Trentemøller, pubblicato il 16 settembre 2016 dalla In My Room.

## Descrizione
L'album rappresenta un'ulteriore evoluzione nel percorso musicale intrapreso dall'artista, il quale sperimenta varie influenze attraverso il passaggio da sonorità post-punk, presenti in gran parte dei brani, fino alla disco music o all'elettropop (rispettivamente nei brani Phoenicia e Circuits), pur rimanendo all'interno della musica elettronica.

## Promozione
L'uscita di Fixion è stata anticipata dalla pubblicazione di due singoli. Il primo, River in Me, è stato presentato il 24 giugno 2016 e promosso pochi giorni più tardi dal relativo video musicale diretto dai Riton Emenius; il secondo è stato Redefine, anch'esso accompagnato da un video verso la fine di agosto dello stesso anno.
Il 9 dicembre 2016 il musicista ha pubblicato il video per Complicated, estratto come terzo singolo nel medesimo giorno. Come singolo conclusivo, il 20 gennaio è stato pubblicato One Eye Open, traccia d'apertura del disco.
Il 16 settembre 2017, a distanza di un anno dalla pubblicazione di Fixion, Trentemøller ha reso disponibile The Science of Fixion (A Music Documentary), documentario incentrato sulla concezione e realizzazione dell'album.

## Tracce
Musiche di Anders Trentemøller.
1. One Eye Open – 4:16 (testo: Marie Fisker)
2. Never Fade – 5:15
3. Sinus – 4:15
4. River in Me – 2:55 (testo: Jehnny Beth)
5. Phoenicia – 4:09
6. Redefine – 4:46 (testo: Marie Fisker)
7. My Conviction – 4:06 (testo: Marie Fisker)
8. November – 6:48
9. Spinning – 6:07 (testo: Marie Fisker)
10. Circuits – 3:59
11. Complicated – 4:21 (testo: Jehnny Beth)
12. Where the Shadows Fall – 5:09 (testo: Lisbet Fritze)

Traccia bonus nell'edizione digitale
1. Redefine (Trentemøller Rework) – 4:59

## Formazione
Hanno partecipato alle registrazioni, secondo le note di copertina:
- Anders Trentemøller – strumentazione, arrangiamento, produzione, missaggio
- Emily Lazar – mastering
- Marie Fisker – voce (tracce 1, 6, 7 e 9)
- Lisbet Fritze – basso aggiuntivo (tracce 1 e 6), chitarra aggiuntiva (traccia 11), voce (traccia 12)
- Jakob Høyer – tom-tom aggiuntivi (traccia 1), batteria (traccia 4)
- Jeppe Brix – chitarra aggiuntiva (tracce 2, 10 e 12), basso aggiuntivo (traccia 4)
- Jehnny Beth – voce (tracce 4 e 11)

## Classifiche
| Classifica (2016)   | Posizione massima |
| ------------------- | ----------------- |
| Belgio (Fiandre)    | 24                |
| Belgio (Vallonia)   | 40                |
| Danimarca           | 16                |
| Francia             | 190               |
| Germania            | 53                |
| Paesi Bassi         | 58                |
| Regno Unito (dance) | 23                |
| Svizzera            | 47                |